# Conceição Maria do Carmo (Tutuca)
Maria do Carmo de Souza Costa (Tutuca), mais conhecida como Tutuca, é uma militante e líder comunitária atuante em Barbacena, Minas Gerais e região.
Sua atuação é voltada para a segurança alimentar, agroecologia e preservação dos saberes tradicionais, especialmente no uso de plantas medicinais. Tutuca é reconhecida por sua mobilização em causas sociais e participação ativa em movimentos populares.

### Trajetória e atuação
Tutuca iniciou sua militância no Comitê de Ação da Cidadania em 1994, movimento inspirado por Betinho (Herbert de Souza). Nesse contexto, participou do mapeamento de comunidades em situação de vulnerabilidade em Barbacena e região, incluindo os municípios de Alfredo Vasconcelos e Antônio Carlos. Esse levantamento identificou aproximadamente 4 mil famílias em grave estado de desnutrição.
Com apoio de diversas instituições, como igrejas, centros espíritas e sindicatos, organizou distribuição de alimentos e refeições comunitárias, incluindo o "sopão", destinado a famílias em extrema pobreza. Durante a pandemia de COVID-19, entre 2020 e 2021, intensificou sua mobilização através do Fórum das Mulheres das Vertentes, articulando a distribuição de cestas básicas para populações afetadas pela crise econômica e social.

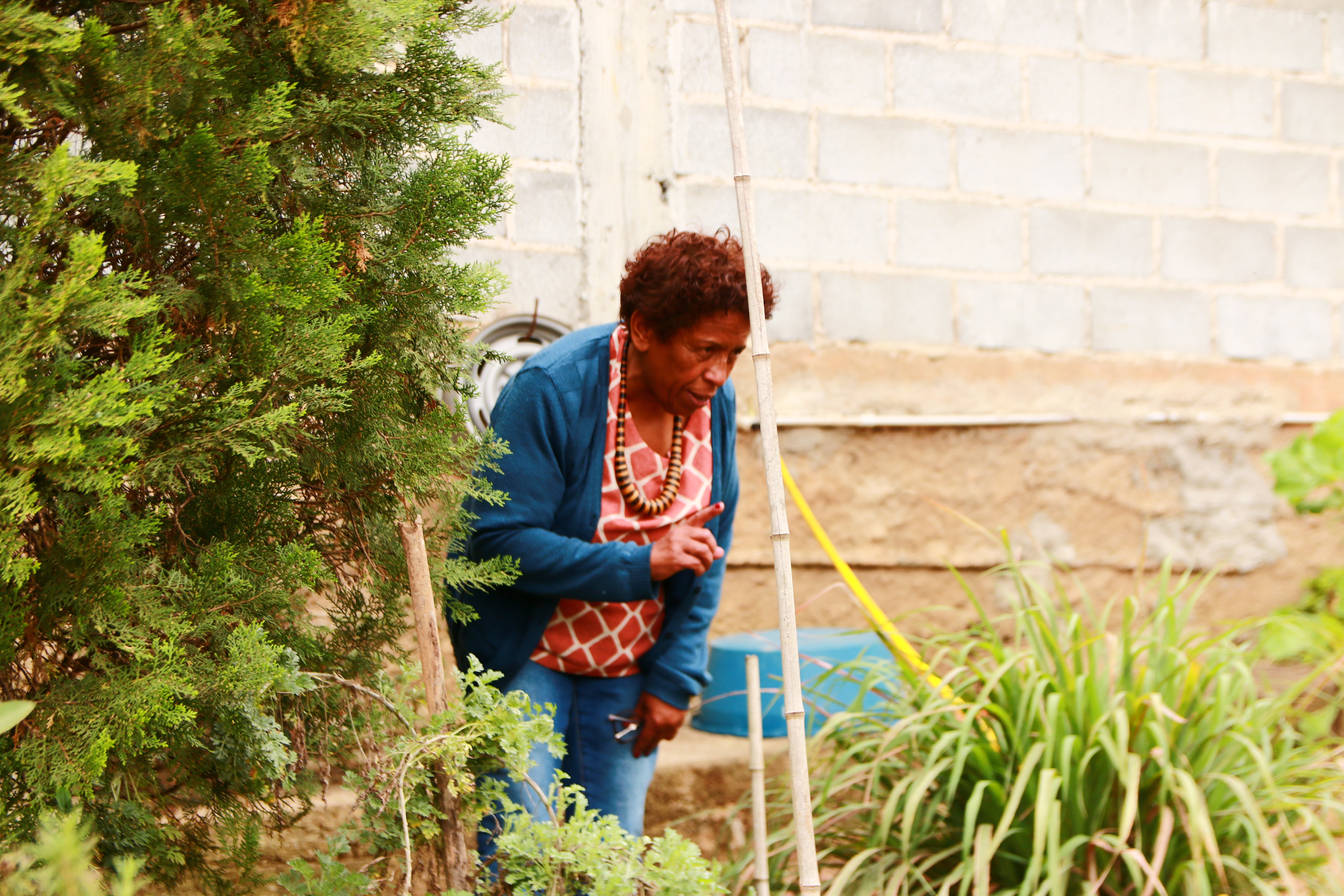
Maria do Carmo de Souza Costa (Tutuca) Horta

#### Agroecologia e Saberes Tradicionais
Desde a infância, Tutuca cultivou conhecimentos sobre plantas medicinais e suas propriedades curativas, transmitidos por gerações de sua família. Sua experiência no campo e o contato direto com agricultores familiares, influenciaram sua atuação em defesa da agroecologia e do fortalecimento da agricultura familiar. Para Tutuca, a "...a terra é um bem de todos e nós não temos comida para os nossos. Um outro mundo é possível – é possível preservar o meio ambiente, a vida, estar junto na reconstrução e ganhar dinheiro. Está faltando a gente gritar mais e junto, para fazer barulho. É mudar, ou sucumbir.”

#### Atividades Institucionais e Mobilização Social
Tutuca esteve à frente do Conselho de Segurança Alimentar de Barbacena (Consea) e participou do Programa de Aquisição de Alimentos (PAA), que beneficiou cerca de 20 mil pessoas, incentivando a compra de alimentos da agricultura familiar. Em 2015, integrou a equipe da Secretaria de Assistência Social de São João del Rei, consolidando sua atuação no movimento agroecológico e na promoção da dignidade humana.

#### Luta Feminista
Tutuca é uma das lideranças do Fórum das Mulheres das Vertentes, coletivo que organiza ações para a defesa dos direitos das mulheres. Sua atuação está associada à promoção da autonomia feminina e ao fortalecimento de iniciativas comunitárias lideradas por mulheres, especialmente no contexto rural.

### Legado e representatividade
Tutuca é uma das autoras do livro A Questão Alimentar e o Desenvolvimento dos Territórios: Diálogos a Partir da Experiência do Território Vertentes em Minas Gerais colaborando com o texto Vivências de uma militante em prol da segurança alimentar e nutricional: da ação da cidadania ao fórum de mulheres das Vertentes, no qual relata sua trajetória de luta social, desafios e conquistas na promoção da segurança alimentar e na mobilização das mulheres da região.
Ela foi destaque em um episódio da web série Tramas Populares: Tessituras de Memórias, produzido pela Tecer Cultural, produtora cultural de Barbacena, gerida por Marcus Bonato Filho. A série, financiada pela Lei de incentivo à Cultura Paulo Gustavo (LGP), retrata figuras emblemáticas da cultura local e dedicou um episódio a Tutuca, reconhecendo-a como "mestra do saber" por sua atuação na segurança alimentar, agroecologia e preservação dos saberes tradicionais, especialmente no uso de plantas medicinais.